# Батарейная тюрьма

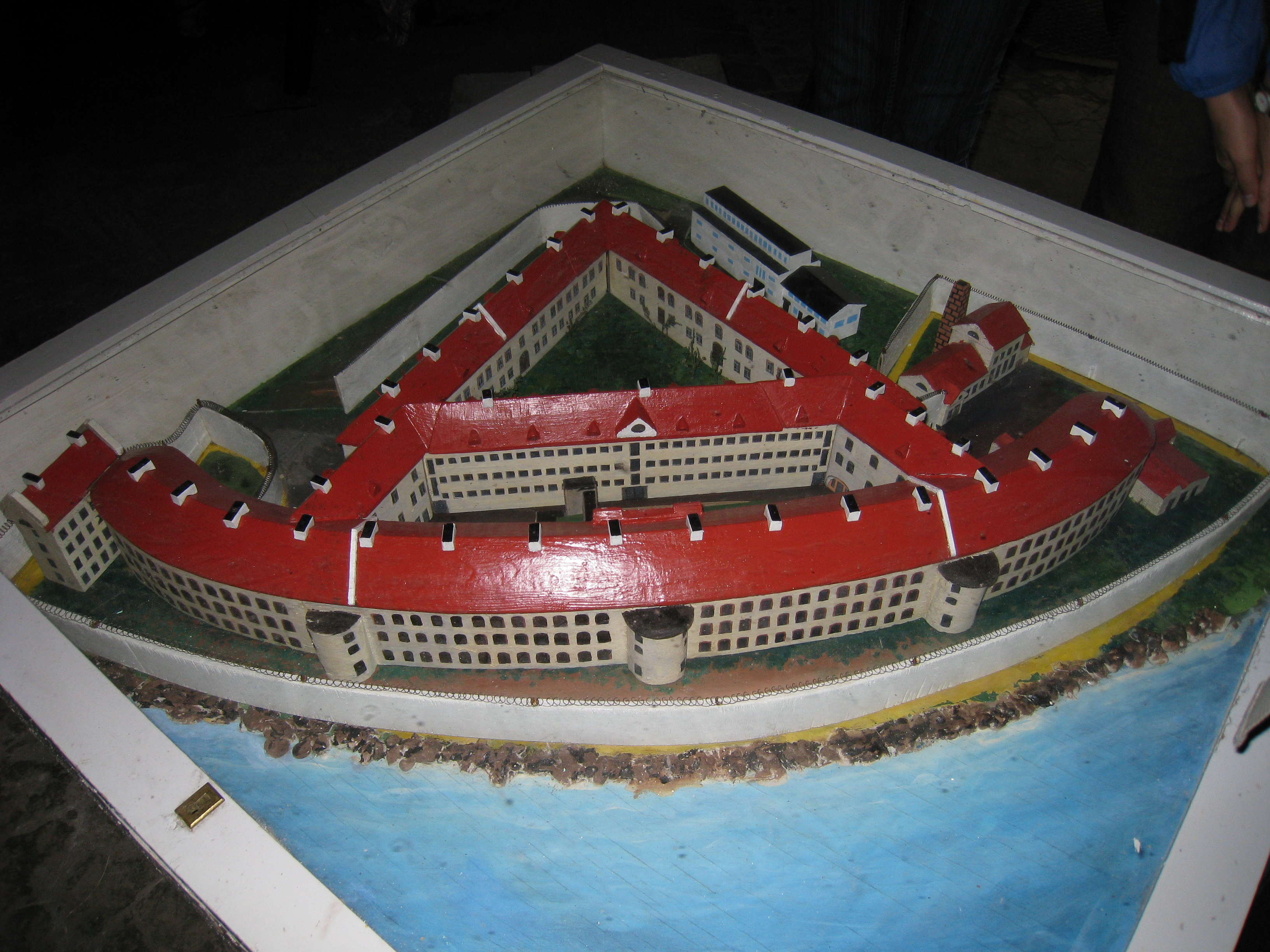
Макет тюрьмы (защитная батарея морской крепости с пристройками позднего времени)

Батаре́йная тюрьма́ (эст. Patarei vangla) — бывшая тюрьма в Таллине, столице Эстонии. В 1999 году основная часть тюремного комплекса, изначально являвшаяся защитной казармой Батарейной морской крепости, была внесена в Государственный регистр памятников культуры Эстонии как архитектурный памятник. С 1863 года по 1917 год крепость использовалась как казарма для пехотных и артиллерийских частей, часть казематов использовалась как царская тюрьма для политических заключённых. В марте 1917 года, во время Февральской революции, тюремные блоки были разгромлены революционной толпой во главе с матросами. В годы Первой Эстонской республики тюрьма была восстановлена, использовалась и в советское время и была закрыта в 2002 году. 

## История

### Крепость
В 1828 году российский император Николай I утвердил план обороны Ревеля, в рамках которого в его пригороде — районе Каламая — началось строительство важного объекта береговой обороны — защитной батареи. На этом месте уже располагались прибрежные укрепления шведского времени. 
Было построено обращённое к морю дугообразное трёхэтажное здание длиной почти в 250 метров (горжа), предусмотренное для размещения артиллерии. На каждом его этаже располагалось 24 каземата, каждый из которых вмещал две пушки. Со стороны моря из стены выступали три полубашни, которые были сооружены для ведения бокового огня. Всего, вместе с секторообразными боковыми камерами, здание вмещало около 200 пушек. В мирное время казематы использовались в качестве казармы для солдат.
От этого здания в сторону суши были построены два одно- и двухэтажных здания длиной свыше 100 метров (люнет). На первом этаже люнета размещались различные мастерские и вспомогательные учреждения, на втором этаже жили офицеры. На вершине люнета располагалась артиллерийская батарея. Весь комплекс был окружен рвом.
Военно-историческое сооружение выдающейся архитектуры и масштаба является прекрасным образцом работы русских военных инженеров Этьена-Луи Булле и Клода-Николя Леду.
Строительство фортификационного комплекса началось в 1829 году и по планам должно было завершить в течение четырёх лет, однако он был торжественно открыт лишь в 1840 году. Достройка комплекса продолжалась и в последующие годы, особенно во время Крымской войны.

### Казарма
В 1858 году крепость была упразднена, а её здания стали использоваться как казармы для солдат. Бойницы в горже переделали в окна, земляная крепость превратилась в общедоступные городские зеленые насаждения. Это была внушительная, предназначенная для множества военных казарма: например, в 1881 году в ней проживали 2134 человек, а после постройки третьего этажа на люнет в 1892 году добавилось еще 640 человек.
Во второй половине XIX века официально батарея называлось по тогдашней российской военной терминологии оборонительной казармой, в немецком параллельно употреблялась название Западная батарея (нем. die Westbatterie), поскольку Таллинн в то время защищало несколько батарей, и данная находилась с западной стороны города. К концу века закрепилось название Батарейная казарма (нем. Westbatterie kaserne).
Батарея использовалась в качестве казармы до распада Российской империи и создания Эстонской республики. Во время Освободительной войны молодая республика использовала здания в качестве военного госпиталя.

### Тюрьма
В ходе революции 1917 года горели как Вышгородский замок, так и артиллерийская башня «Толстая Маргарита», которые прежде использовались в качестве тюрем и стали непригодными после пожаров. В связи с этим в 1919 году Батарейную казарму передали судебному министерству только что созданной Эстонской республики, и после небольшой перестройки с 1920 года стали использовать в качестве центральной городской тюрьмы. В ней содержались и политические заключённые. В тюрьме приводились в исполнение смертные приговоры (осуждённым предлагалось принять яд, если они отказывались, то их вешали).
После присоединения Эстонии к СССР в 1940 году НКВД стало использовать тюрьму как следственный изолятор, в том числе для политических заключенных. 
Во время немецкой оккупации 1941—1944 годов тюрьма использовалась оккупационными властями. С лета 1942 года она стала официально называться Трудовым и воспитательным лагерем № 1. В 1943 году туда привезли несколько десятков евреев из Германии и Чехии, которые единственные остались в живых из более чем 2000 человек, привезённых в лагерь Ягала (остальных убили в урочище Калеви-Лийва). В мае 1944 года в Батарейную тюрьму и другие места заключения Таллина привезли около 300 евреев из Франции. Большинство из них затем были убиты, примерно 40 выживших в 1944 году эвакуировали в Германию.
В послевоенный период тюрьма использовалась министерством внутренних дел Эстонской ССР как тюрьма для подследственных. Последним её названием было Следственный изолятор № 1.
Последний смертный приговор был приведён в исполнение в тюрьме в 1991 году, уже в независимой Эстонии. Тюрьма использовалась до 2002 года, а затем была закрыта.
В 2017 году в зданиях бывшей тюрьмы было решено открыть музей. В феврале 2020 года крупный эстонский бизнесмен Урмас Сыырумаа, известный по работе над реконструкцией и развитием исторического таллинского квартала Ротерманна, приобрёл их, чтобы открыть там кафе, рестораны и общественные пространства, а также Международный музей жертв коммунизма. При инспектировании 16 ноября 2023 года основная часть тюремного комплекса (бывшая защитная казарма) находилась на реставрации.

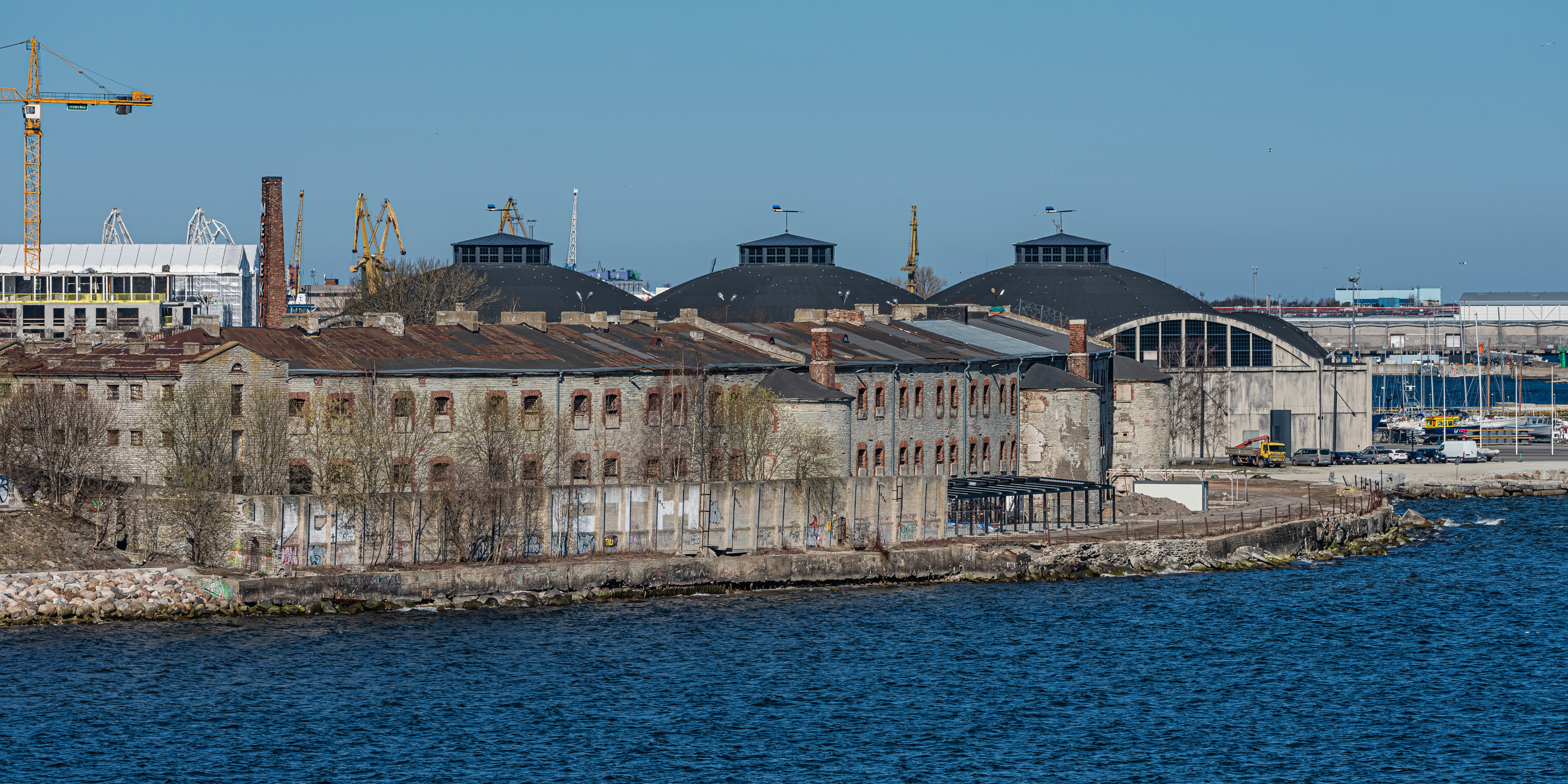
Батарейная тюрьма в 2022 году (на заднем плане — ангары Лётной гавани)